# Université Charles-Sturt
Luuniversité Charles-Sturt est une université australienne répartie sur plusieurs campus en Nouvelle-Galles du Sud et sur le Territoire de la capitale australienne. Elle a des campus à Bathurst, Albury-Wodonga, Dubbo, Orange et Wagga Wagga. Elle a aussi des centres spécialisés à Canberra, Manly (Sydney), Goulburn et Broken Hill. C'est le seul établissement d'enseignement supérieur à l'ouest des montagnes Bleues en Nouvelle-Galles du Sud.
L'université assure aussi des formations par cours du soir et à distance.
Elle doit son nom à l'explorateur Charles Sturt

## Historique
L'université a été créée le 1er juillet 1989 par la fusion de plusieurs établissements d'enseignement supérieur de la région : le Mitchell College of Advanced Education à Bathurst, le Riverina-Murray Institute of Higher Education à Albury-Wodonga et le Riverina College of Advanced Education à Wagga Wagga. 
Fin 2004, le campus d'Orange, jusque là occupé par l'université de Sydney, a été cédé à l'université Charles-Sturt.  Ce transfert a été officialisé le 1er janvier 2005. 

L'ouverture officielle du campus d'Orange en tant que campus de l'université Charles-Sturt s'est déroulée le 8 septembre 2006. 

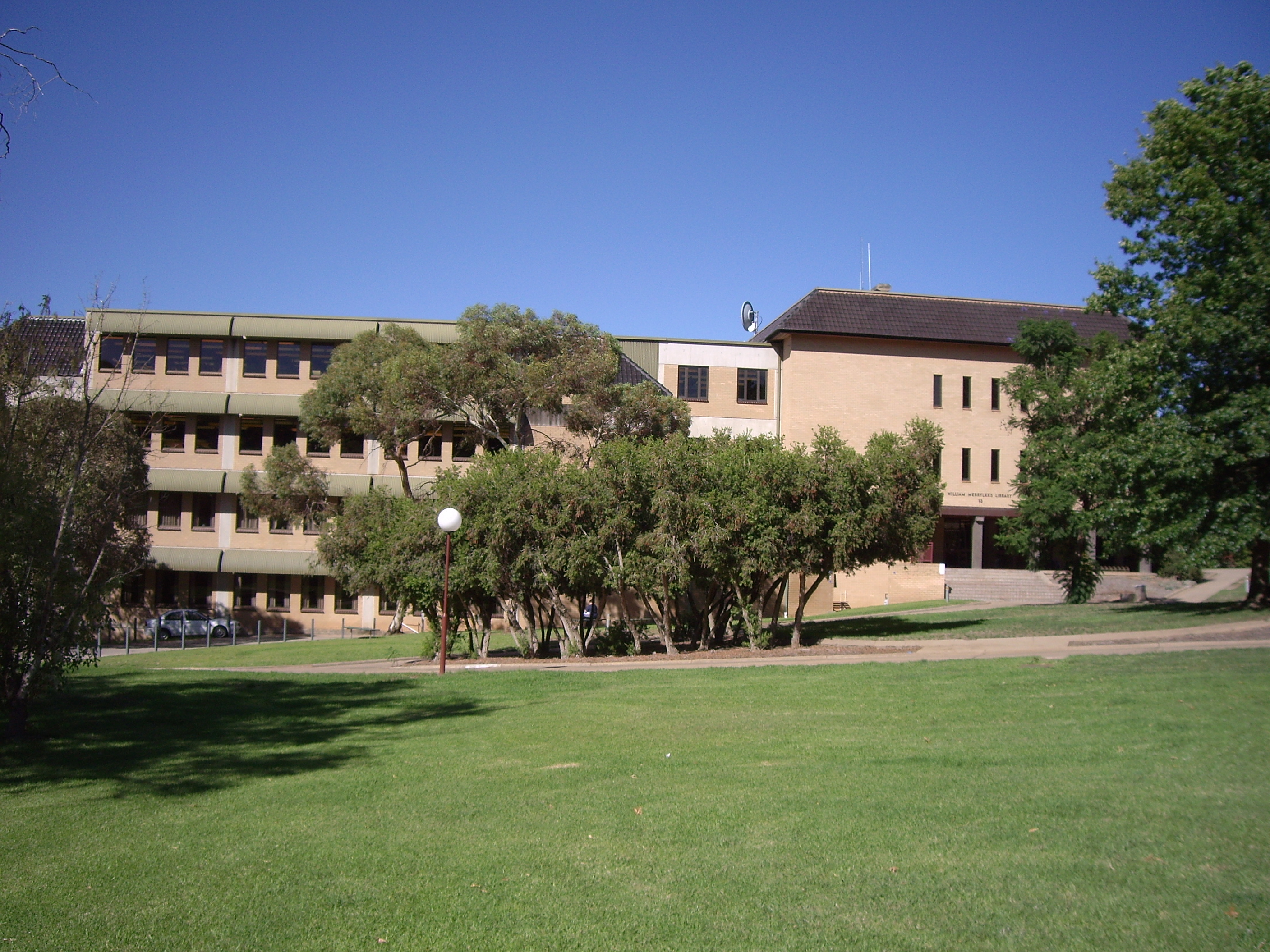
La bibliothèque de l'université Charles Sturt.

## Composantes
L'université possède quatre départements :
- Faculté de Sciences humaines ;
- École de Commerce ;
- Faculté des Sciences de l'Éducation ;
- Faculté de Sciences.

## Facultés et Départements académiques
CSU a trois principales facultés, chacune offrant une gamme de cours et de possibilités de discipline. Chaque faculté comprend un certain nombre d'écoles et de centres pour des domaines d'étude et de recherche spécifiques :
- Faculté des arts et de l'éducation[2]
- Faculté des affaires, de la justice et des sciences du comportement[3]
- Faculté des sciences[4]

### Faculté des arts et de l'éducation
La Faculté des arts et de l'éducation couvre un large éventail de cours entre les disciplines des arts et de l'éducation.
La discipline des arts couvre des domaines tels que les arts visuels, les arts de la scène, les communications, l'histoire, les services à la personne, la littérature, la philosophie, la sociologie et la théologie. Les écoles et centres comprennent :
- École de communication et industries créatives
- École des sciences humaines et sociales
- École de théologie
- Centre australien pour le christianisme et la culture
- Centre des sciences et civilisations islamiques

La section éducation de la faculté offre une gamme de cours sur la formation des enseignants et sur l’information et la bibliothéconomie. Les écoles comprennent :
- École d'éducation
- École d'études australiennes autochtones
- École des sciences de l'information
- École de formation des enseignants

### Faculté des affaires, de la justice et des sciences du comportement
La Faculté des sciences de la gestion, de la justice et du comportement rassemble une gamme de cours portant sur les défis du monde réel dans les domaines des sciences de la gestion, de la justice et du comportement.
La discipline des affaires a attiré l'attention des employeurs pour la production de diplômés excellant dans les défis du monde des affaires. Leurs programmes de doctorat / doctorat en administration des études supérieures et de maîtrise à distance sont vivement recherchés, aux niveaux national et international. Les écoles de commerce et centres facilités comprennent :
- École de comptabilité et finance
- École d'informatique et de mathématiques
- École de gestion et de marketing

La partie justice de la faculté couvre les domaines suivants: police, sécurité, droit, douane, accise et gestion des frontières. Les écoles et les centres comprennent :
- École des études de police
- École supérieure australienne de police et de sécurité
- Centre d'études des douanes et accises
- Centre pour le droit et la justice

Enfin, la discipline des sciences du comportement propose des cours dispensés par l’École de psychologie.

### Faculté des sciences
La faculté des sciences de la CSU est l'une des concentrations académiques scientifiques les plus largement implantées en Australasie. Les écoles comprennent :
- École des sciences de l'agriculture et du vin
- École des sciences animales et vétérinaires
- École des sciences biomédicales
- École de santé communautaire
- École de médecine dentaire et des sciences de la santé
- École des sciences de l'environnement
- École de la science de l'exercice, du sport et de la santé
- École des sciences infirmières, des sages-femmes et de la santé des Autochtones

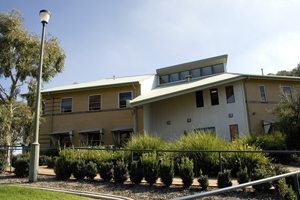
La faculté de lettres James-Hagan à Wagga-Wagga fait partie de l'université Charles-Sturt.